# Свирач (ТВ филм)
Свирач је југословенски телевизијски филм снимљен 1998. године у продукцији Телевизије Београд према истоименој приповеци Милована Глишића. Редитељ је Дејан Баја Ћорковић док је сценарио адаптирао Јован Радуловић, директор фотографије Живота Неимаревић, сценограф Јасна Драговић и костимограф Душан Јовановић.